# Governatorato di al-Manufiyya
Il governatorato di al-Manūfiyya (Arabo  محافظة المنوفية, Muḥāfaẓat al-Manūfiyya) è un governatorato dell'Egitto. Si trova nel Delta del Nilo, a nord della capitale Il Cairo. Il capoluogo è Shibīn el-Kōm.

## Geografia
Il governatorato di Manūfiyya può essere diviso amministrativamente in 10 province; Shibīn el-Kōm, Manūf, Madīnat al-Sādāt (Sadat City), Sers el-Lyan (Sirs al-Layyān), Ashmūn, el-Bāgūr, Quesna (Quwīsnā), Berkit el-Sabʿ, Talā, al-Shuhadāʾ. E ad ogni provincia delle precedenti appartiene un numero di villaggi.

## Società
L'analfabetismo a Manūfiyya raggiunge il 36,7% degli abitanti del governatorato. Nonostante ciò, si trova nel governatorato una delle Università egiziane conosciute: Università di Manūfiyya, fondata grazie ad un decreto presidenziale del 1976. Ed è nuova l'Università di Madīnat al-Sādāt che era semplicemente una sede dell'originale università del governatorato; e questo è avvenuto grazie a un altro decreto presidenziale del 2013.